# Domenico Serra
Dominic Serra    (né vers 1286 à Montpellier en Languedoc,  et mort le  9 juillet 1348 à Montpellier) est un cardinal français du XIVe siècle. Il est membre de l'ordre de Notre-Dame-de-la-Merci   (mercédaires).

## Repères biographiques
Serra est professeur à la Sorbonne et à l'université de Toulouse. En 1345 il est nommé maître général de son ordre.
Battaglia est créé cardinal par le pape Clément VI lors du consistoire du  29 ou 28 mai 1348. 